# 四半的
四半的（しはんまと），是為日本宮崎縣日南市飫肥地區所獨傳的弓術。日南市無形民俗文化財指定。
大約於四間半（約8.2m）的場地、使用四尺半（約1.36m）的弓矢（箭）所進行的射箭活動。由日本戰國時代流傳至今依舊在平民之間非常盛行。

## 由來
永禄10年（1567年）日向國大名伊東義祐攻打島津忠親領地飫肥城，忠親雖然向島津本家申請援軍，但是伊東軍手下農民兵用竹子做為弓箭作戰，以大量的箭矢逼退島津軍，最後伊東軍獲得了勝利並成功攻下沃肥城。之後伊東義祐並允許領地內農名持有弓箭舉行四半的比試，為兼得民間娛樂與強化國防的當地文化。
四半的弓道曾與伊東氏的衰退一同沒落，但是後來伊東中興之祖伊東祐兵奪回舊領沃肥，祐兵部下山田匡得振興四半的弓道，使其再度盛行於民間至今。